# Fernand Grenier
Fernand Grenier (Tourcoing (Norte) 9 de julio de 1901 - Saint-Denis (Sena-Saint-Denis), 12 de agosto de 1992) fue un dirigente del Partido Comunista Francés (PCF), concejal municipal y diputado de la ciudad de San Denis .
Participó activamente en la Resistencia durante la Segunda Guerra Mundial y fue representante del PCF y de los Francotiradores y Artesanos  (FTP) ante el general de Gaulle en Londres. Fue diputado en la asamblea consultiva provisional en Argel y posteriormente comisario del Aire (civil y militar) del Comité francés de liberación nacional, en el gobierno provisional formado por De Gaulle en Argel (abril-septiembre de 1944).
Es autor de la enmienda del 21 de abril de 1944  que concedió a las mujeres el derecho a votar y a ser elegidas en las elecciones.

## Biografía

### 1901-1932: Militante comunista de Halluin (Norte)
Fernand Grenier nació el 9 de julio de 1901 en Tourcoing. Su padre era empleado doméstico y su madre sin profesión, ambos nacidos en Bélgica. Pasó su infancia en Tourcoing, donde obtuvo el certificado de estudios. Fue panadero y más tarde empleado municipal en la ciudad de Halluin, en las afueras de Lille.
Ingresó en el Partido Comunista poco después del Congreso de Tours, en 1922, y se convirtió en secretario de la sección de la Juventud Comunista Halluin. En noviembre de 1924 estudió en la «escuela leninista» de Bobigny, junto a Jacques Duclos y destacó por su capacidad para escribir en periódicos sindicales y políticos. Ascendido asumiendo responsabilidades en la región Norte del Partido Comunista en 1926, fue condenado a un año y después a ocho meses de prisión por «incitación a los soldados a la desobediencia» a raíz de un artículo publicado en L'Avant-Garde, el periódico de la juventud comunista .

### 1933-1939: vencedor de Doriot en Saint-Denis
Sospechoso de trotskismo en 1930 por su amistad con Albert Cornette, secretario de la CGTU, vivió un breve período de desgracia hasta 1932 cuando volvió a asumir responsabilidades en el Norte, posteriormente como miembro permanente del Comité Central, en París, donde fue responsable de dirigir la Asociación de Amigos de la Unión Soviética (AUS), puesto que ocupó hasta 1939. En 1933 pasó un mes en la URSS. La asociación contaba en 1936 con 70.000 afiliados y su revista Russie d'aujourd'hui tenía una tirada de 130.000 ejemplares.
En 1935, Fernand Grenier fue responsable de la reconquista de la ciudad de Saint-Denis, entonces en el departamento del Sena, cuyo alcalde, Jacques Doriot, acababa de ser excluido del partido. En las elecciones legislativas de abril-mayo de 1936, Doriot fue reelegido con 700 votos de ventaja.
En mayo de 1937, Doriot fue destituido como alcalde de Saint-Denis por el ministro del Interior del Frente Popular, Marx Dormoy. Dimitió entonces de su mandato como concejal municipal, dando lugar a la convocatoria de elecciones parciales para la asignación de cinco puestos vacantes de concejales municipales. Grenier, apoyado especialmente por Auguste Gillot, se presentó contra él y el 20 de junio de 1937 la lista comunista venció con10.552 frente a 6.547 votos.
Tras la dimisión deDoriot como diputado, Fernand Grenier se presentó a las elecciones legislativas parciales del  1 de agosto de 1937 y fue elegido diputado por Saint-Denis, derrotando al sustituto de Doriot. En la Cámara de Diputados formó parte de la Comisión de Asuntos Exteriores y de la Comisión de Cuentas definitivas y economía.

### 1939-1944: los años de la guerra
Movilizado en septiembre de 1939 fue desmovilizado cerca de Annecy. Junto con otros diputados comunistas, fue despojado de su mandato parlamentario el 21 de enero de 1940 y posteriormente, de su mandato como concejal municipal de Saint-Denis en febrero de 1940.
Fernand Grenier se instaló en Saint-Denis y, siguiendo la política de sem-ilegalización del partido hasta octubre de 1940,restablece las organizaciones comunistas de la ciudad sin pasar a la clandestinidad. Fue detenido el 5 de octubre de 1940, internado en el campo instalado en uno de los edificios del Sanatorio de Aincourt (Sena y Oise ), después en Fontevraud (Maine y Loira), y finalmente en Châteaubriant. (Loira -Inferior), de donde con el seudónimo de "Julian" se escapó el 19 de junio de 1941 junto a Eugène Hénaff, Henri Raynaud y Léon Mauvais con la ayuda y la complicidad de Robert Belbilloud. Tuvo contacto con el ferroviario Jean Le Gouhir  en el café Rigaud de Châteaubriant, luego llegó en bicicleta hasta la panadería Trovalet en Treffieux. Fue recibido por Marcelle Baron, una combatiente de la resistencia de Nantes que le acogió en su apartamento de Doulon, cerca de Nantes.
Después de haber tenido dificultades para retomar el contacto con el aparato clandestino del partido, fue elegido para representar al Comité Central durante los primeros contactos con los enviados de Francia libre . Se encontró así con Rémy el 25 de noviembre de 1942 y con él llegó a Inglaterra en enero de 1943 portando una carta del CC del Partido comunista y otra de Charles Tillon, líder de los Francotiradores y Partisanos (FTPF). Intervino una primera vez en la BBC el 15 de enero de 1943. Representó desde entonces a los comunistas ante los distintos órganos sucesivos de Francia libre, pero en septiembre de 1943 no pudo aceptar un puesto de comisario del Comité francés de liberación nacional (CFLN) propuesto por De Gaulle sin el aval de Jacques Duclos, entonces líder clandestino del partido en la Francia ocupada. El Partido Comunista presentó exigencias para la participación de los comunistas en el gobierno provisional. El 4 de abril de 1944 se llegó a un compromiso con el nombramiento de dos comisarios comunistas, François Billoux de comisario de Estado y Fernand Grenier comisario del Aire.
El conflicto que le opuso a De Gaulle por el asunto del Maquis del Vercors  se resolvió finalmente con su sustitución por Charles Tillon en septiembre de 1944.

### El derecho al voto de las mujeres
A raíz de la enmienda presentada por Fernand Grenier el 24 de marzo de 1944 en la Asamblea consultiva provisional de Argel, se estableció en Francia el derecho de voto de las mujeres con el artículo 17 que señala «Las mujeres son votantes y elegibles en las mismas condiciones que los hombres.».

### Posguerra

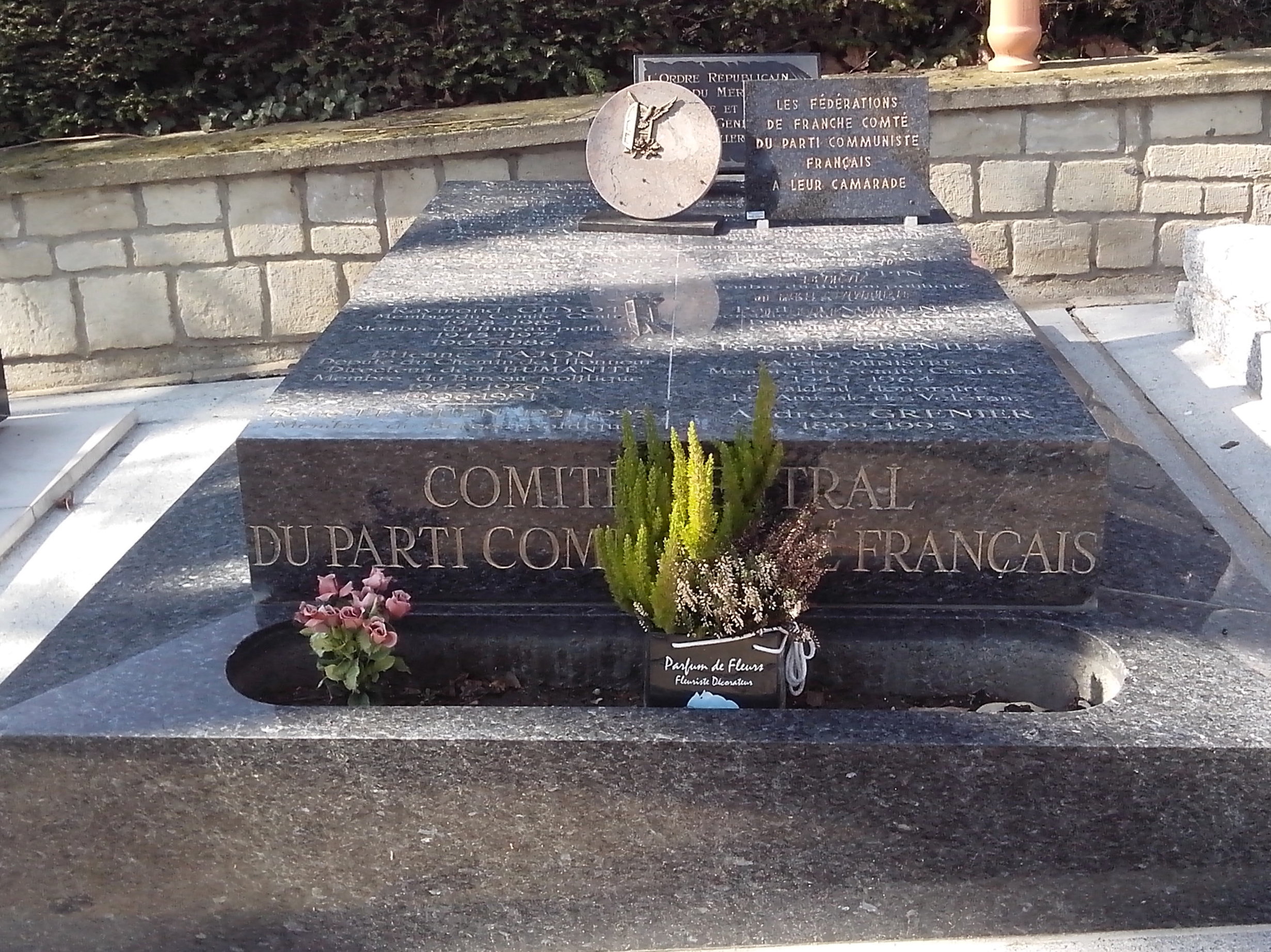
Tumba de Fernand Grenier en el cementerio de Père-Lachaise, 97 división.

Fernand Grenier representó al PCF en la Asamblea Consultiva hasta octubre de 1945, cuando fue reelegido diputado por el Sena en la Asamblea constituyente, escaño de diputado que mantuvo hasta 1968. Formó parte del comité central del PCF hasta mayo de 1964. En septiembre de 1950 junto a Denise Ginollin, acudió al Ministerio del Interior para pedir aclaraciones a Eugène Thomas sobre la prohibición de determinados libros y revistas procedentes de la URSS así como del periódico de los socialistas unificados de Cataluña Lluita..
Miembro del Comité nacional de la Asociación Francia-URSS, siempre se mantuvo prosoviético.
Quienes lo conocieron en Londres durante la guerra, o más tarde los responsables del Partido Comunista o en Saint-Denis, hablan de él como un hombre de trato agradable y de buen vivir.
Murió el 12 de octubre de 1992 en Saint-Denis y fue enterrado en el cementerio Père-Lachaise ( 97 división) de París.

## Honores
- Caballero de la Legión de Honor (1982)
- Médaille de la Résistance française avec rosette  (31 de marzo de 1947)[12]

## Mandatos ejecutivos

### Función gubernamental
- Comisario del Aire del Comité Francés de Liberación Nacional, tras el Gobierno provisional de la República Francesa (4 de abril de 1944 - septiembre de 1944)

### Mandatos nacionales
- Diputado por el Sena - Comunista ( 1 de agosto de 1937 - 21 de enero de 1940)
- Diputado por el Sena - comunista (21 de octubre de 1945 - 2 de abril de 1967)
- Miembro del Parlamento por Seine-Saint-Denis - comunista (5 de marzo de 1967 - 30 de mayo de 1968) [3]

## Publicaciones
Publicado por Éditions Sociales, París :
- Au pays de Staline (1950)
- La Marche radieuse (1951)
- C'était ainsi : souvenirs (1959)
- Ceux de Châteaubriant (1961)
- L'U.R.S.S. au rythme de notre temps (1966)
- Journal de la drôle de guerre : (septembre 1939-juillet 1940), préface d'Étienne Fajon (1969)
- Ce bonheur-là (1974)

## Controversias
El presidente de la asociación Francia-URSS, Fernand Grenier, escribió en 1949 un libro titulado En el país de Stalin . Elogió al líder de la Unión Soviética, considerado entonces principalmente como el vencedor de la batalla de Stalingrado, escribiendo en particular :

Que Staline ait pris la part la plus active à l'élaboration des décisions, certes, cela n'est pas douteux ; dans toute direction collective, l'apport de chacun est proportionnel à son expérience et à ses qualités personnelles et Staline se classe incontestablement à la tête de la magnifique équipe des dirigeants soviétiques. [longues citations de Staline]
Fernand GrenierAu pays de Staline, page 81, Éditions sociales 1950.